# Beverly, Massachusetts
Beverly är en stad i Essex County, Massachusetts, USA med 39 502 invånare (2010). 
Beverly grundades 1626 och blev stad 1688. Den uppkallades efter Beverley i Yorkshire.

## Kända personer från Beverly
- Bobby Carpenter, ishockeyspelare
- Rita Colwell, mikrobiolog
- Meghan Duggan, ishockeyspelare
- Stuart Irving, ishockeyspelare
- Robert Rantoul, Jr., politiker
- George Edward Woodberry, litteraturhistoriker